# 天主教抚顺教区
天主教撫順教區（拉丁語：Dioecesis Fuscioenensis）是天主教在中國東北部遼寧省東部設立的一個教區，屬於满洲教省。

## 概況
1946年4月11日，聖座在中國設立聖統制，撫順宗座代牧區升格為撫順教區，屬於滿洲教省。
1949年，撫順教區信徒人數為10,000人、17個堂區、8位司鐸和16位修女。教座位於遼寧省撫順市新撫區富平路5號的聖若瑟主教座堂。現時，宗座監牧區處於教座出缺狀態。

## 歷史

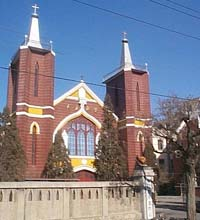
由日本天主教徒建立的大連天主教堂

1924年，奉天宗座代牧衛宗藩主教派當地神父到奉天省東部的撫順傳教及建立教堂。1925年，聖座將奉天宗座代牧區所屬東邊道地區的教務劃歸瑪利諾外方傳教會會士負責管理。
1931年9月18日日本關東軍發動九一八事變，第二天佔領撫順，且將當地劃歸滿洲國管轄，但仍准許外籍神父繼續在當地傳教及服務。1932年2月4日，聖座從奉奉天宗座代牧區分出奉天省東部的撫順、大連、本溪、丹東及吉林省南部的通化、白山等地，設立撫順宗座監牧區，林化東神父出任首任宗座監牧。在西富平路建造聖若瑟主教堂、主教公署處及耶穌聖心修女會會院。
1940年2月13日，聖座將撫順宗座監牧區升格為撫順宗座代牧區，林化東晉牧成為宗座代牧。1941年12月8日太平洋戰爭爆發，宗座代牧區內的所有同盟國及美國籍神職人員被日本關東軍關押，撫順宗座代牧區暫時由奉天宗座代牧區代為管理。1945年8月15日日本昭和天皇宣佈投降，中共中央東北局率先從蘇聯接收撫順，後蘇聯再把撫順交還給中華民國，林化東主教回到撫順管理教務。
1946年4月11日，聖座將撫順宗座代牧區升格為撫順教區，屬於满洲教省，林化東主教繼續出任教區正權主教。但是，同年8月7日林化東主教當選成為瑪利諾外方傳教會第三任總會長，且辭任撫順教區主教。1948年10月31日，中共東北野戰軍再度攻佔撫順。
1949年10月1日，中國共產黨在中國大陸地區建立中華人民共和國，並開始針對天主教進行宗教迫害及打壓，教會已經無法正常功能。其後，外籍傳教士先後被捕，並被中國政府驅逐出境，而需要由中國本地神父繼續管理教區內的教務。
1966年至1979年文化大革命期間，宗座監牧區的所有宗教活動停止。1980年代初，宗座監牧繼續步恢復宗教活動。1981年9月，中國政府控制的組織中國天主教愛國會擅自將遼寧省內的奉天總教區、撫順教區、營口教區與熱河教區遼寧省的管轄區，合併及更名為遼寧教區。撫順教區在吉林省南部管轄的通化、白山，則交由吉林教區負責。

## 歷任主教

### 撫順宗座監牧
- 林化東神父, M.M.（1932年4月14日-1940年2月13日）：美國籍[4]

### 撫順宗座代牧
- 林化東主教, M.M.（1940年2月13日-1946年4月11日）：美國籍

### 撫順主教
- 林化東主教, M.M.（1946年4月11日-1946年8月7日）：美國籍，1946年當選為瑪利諾外方傳教會總會長。
- 教座出缺（1946年-現在）